# 2019-es Formula–1 mexikói nagydíj
A mexikói nagydíj volt a 2019-es Formula–1 világbajnokság tizennyolcadik futama, amelyet 2019. október 25. és október 27. között rendeztek meg az Autódromo Hermanos Rodríguez versenypályán, Mexikóvárosban.

## Választható keverékek
| Abroncs              | Friss | Használt |
| -------------------- | ----- | -------- |
| Kemény keverék (C2)  |       |          |
| Közepes keverék (C3) |       |          |
| Lágy keverék (C4)    |       |          |
| Átmeneti esőgumi (I) |       |          |
| Teljes esőgumi (W)   |       |          |

## Szabadedzések

### Első szabadedzés
A mexikói nagydíj első szabadedzését október 25-én, pénteken délelőtt tartották, magyar idő szerint 17:00-tól.
| helyezés | versenyző          | csapat/motor          | elért idő | különbség | futott kör |
| -------- | ------------------ | --------------------- | --------- | --------- | ---------- |
| 1        | Lewis Hamilton     | Mercedes              | 1:17,327  | −         | 25         |
| 2        | Charles Leclerc    | Ferrari               | 1:17,446  | +0,119    | 23         |
| 3        | Max Verstappen     | Red Bull-Honda        | 1:17,461  | +0,134    | 17         |
| 4        | Alexander Albon    | Red Bull-Honda        | 1:17,949  | +0,622    | 21         |
| 5        | Valtteri Bottas    | Mercedes              | 1:18,005  | +0,678    | 25         |
| 6        | Sebastian Vettel   | Ferrari               | 1:18,218  | +0,891    | 20         |
| 7        | Carlos Sainz Jr.   | McLaren-Renault       | 1:18,401  | +1,074    | 21         |
| 8        | Pierre Gasly       | Toro Rosso-Honda      | 1:18,593  | +1,266    | 23         |
| 9        | Danyiil Kvjat      | Toro Rosso-Honda      | 1:18,835  | +1,508    | 27         |
| 10       | Antonio Giovinazzi | Alfa Romeo-Ferrari    | 1:18,959  | +1,632    | 22         |
| 11       | Nico Hülkenberg    | Renault               | 1:19,011  | +1,684    | 22         |
| 12       | Kevin Magnussen    | Haas-Ferrari          | 1:19,013  | +1,686    | 22         |
| 13       | Kimi Räikkönen     | Alfa Romeo-Ferrari    | 1:19,205  | +1,878    | 22         |
| 14       | Lando Norris       | McLaren-Renault       | 1:19,299  | +1,972    | 23         |
| 15       | Daniel Ricciardo   | Renault               | 1:19,499  | +2,172    | 23         |
| 16       | Lance Stroll       | Racing Point-Mercedes | 1:19,679  | +2,352    | 21         |
| 17       | Sergio Pérez       | Racing Point-Mercedes | 1:19,717  | +2,390    | 23         |
| 18       | Romain Grosjean    | Haas-Ferrari          | 1:19,850  | +2,523    | 22         |
| 19       | George Russell     | Williams-Mercedes     | 1:20,548  | +3,221    | 26         |
| 20       | Nicholas Latifi    | Williams-Mercedes     | 1:21,566  | +4,239    | 30         |

### Második szabadedzés
A mexikói nagydíj második szabadedzését október 25-én, pénteken délután tartották, magyar idő szerint 21:00-tól.
| helyezés | versenyző          | csapat/motor          | elért idő | különbség | futott kör |
| -------- | ------------------ | --------------------- | --------- | --------- | ---------- |
| 1        | Sebastian Vettel   | Ferrari               | 1:16,607  | −         | 35         |
| 2        | Max Verstappen     | Red Bull-Honda        | 1:16,722  | +0,115    | 37         |
| 3        | Charles Leclerc    | Ferrari               | 1:17,072  | +0,465    | 34         |
| 4        | Valtteri Bottas    | Mercedes              | 1:17,221  | +0,614    | 39         |
| 5        | Lewis Hamilton     | Mercedes              | 1:17,570  | +0,963    | 35         |
| 6        | Danyiil Kvjat      | Toro Rosso-Honda      | 1:17,747  | +1,140    | 40         |
| 7        | Pierre Gasly       | Toro Rosso-Honda      | 1:18,003  | +1,396    | 39         |
| 8        | Carlos Sainz Jr.   | McLaren-Renault       | 1:18,079  | +1,472    | 38         |
| 9        | Nico Hülkenberg    | Renault               | 1:18,261  | +1,654    | 23         |
| 10       | Lando Norris       | McLaren-Renault       | 1:18,349  | +1,742    | 36         |
| 11       | Lance Stroll       | Racing Point-Mercedes | 1:18,362  | +1,755    | 38         |
| 12       | Sergio Pérez       | Racing Point-Mercedes | 1:18,366  | +1,759    | 34         |
| 13       | Daniel Ricciardo   | Renault               | 1:18,380  | +1,773    | 34         |
| 14       | Kimi Räikkönen     | Alfa Romeo-Ferrari    | 1:18,681  | +2,074    | 37         |
| 15       | Romain Grosjean    | Haas-Ferrari          | 1:18,766  | +2,159    | 37         |
| 16       | Antonio Giovinazzi | Alfa Romeo-Ferrari    | 1:18,889  | +2,282    | 46         |
| 17       | Kevin Magnussen    | Haas-Ferrari          | 1:19,306  | +2,699    | 37         |
| 18       | George Russell     | Williams-Mercedes     | 1:19,968  | +3,361    | 36         |
| 19       | Robert Kubica      | Williams-Mercedes     | 1:20,180  | +3,573    | 37         |
| 20       | Alexander Albon    | Red Bull-Honda        | 1:21,665  | +5,058    | 5          |

### Harmadik szabadedzés
A mexikói nagydíj harmadik szabadedzését október 26-án, szombaton délelőtt tartották, magyar idő szerint 17:00-tól.
| helyezés | versenyző          | csapat/motor          | elért idő  | különbség | futott kör |
| -------- | ------------------ | --------------------- | ---------- | --------- | ---------- |
| 1        | Charles Leclerc    | Ferrari               | 1:16,145   | −         | 14         |
| 2        | Sebastian Vettel   | Ferrari               | 1:16,172   | +0,027    | 11         |
| 3        | Valtteri Bottas    | Mercedes              | 1:16,259   | +0,114    | 18         |
| 4        | Lewis Hamilton     | Mercedes              | 1:16,381   | +0,236    | 16         |
| 5        | Carlos Sainz Jr.   | McLaren-Renault       | 1:16,638   | +0,493    | 14         |
| 6        | Max Verstappen     | Red Bull-Honda        | 1:16,903   | +0,758    | 12         |
| 7        | Pierre Gasly       | Toro Rosso-Honda      | 1:17,090   | +0,945    | 10         |
| 8        | Alexander Albon    | Red Bull-Honda        | 1:17,094   | +0,949    | 19         |
| 9        | Lando Norris       | McLaren-Renault       | 1:17,146   | +1,001    | 11         |
| 10       | Sergio Pérez       | Racing Point-Mercedes | 1:17,207   | +1,062    | 10         |
| 11       | Danyiil Kvjat      | Toro Rosso-Honda      | 1:17,529   | +1,384    | 14         |
| 12       | Kimi Räikkönen     | Alfa Romeo-Ferrari    | 1:17,740   | +1,595    | 19         |
| 13       | Lance Stroll       | Racing Point-Mercedes | 1:17,866   | +1,721    | 8          |
| 14       | Antonio Giovinazzi | Alfa Romeo-Ferrari    | 1:17,881   | +1,736    | 8          |
| 15       | Kevin Magnussen    | Haas-Ferrari          | 1:18,132   | +1,987    | 12         |
| 16       | Romain Grosjean    | Haas-Ferrari          | 1:18,527   | +2,382    | 14         |
| 17       | George Russell     | Williams-Mercedes     | 1:20,965   | +4,820    | 13         |
| 18       | Robert Kubica      | Williams-Mercedes     | 1:22,002   | +5,857    | 13         |
| 19       | Nico Hülkenberg    | Renault               | idő nélkül | –         | 1          |
| 20       | Daniel Ricciardo   | Renault               | idő nélkül | –         | 0          |

## Időmérő edzés
A mexikói nagydíj időmérő edzését október 26-án, szombaton futották, magyar idő szerint 20:00-tól.
| helyezés              | rajtszám | versenyző          | csapat/motor          | 1. rész  | 2. rész  | 3. rész  | rajthely | futott kör |
| --------------------- | -------- | ------------------ | --------------------- | -------- | -------- | -------- | -------- | ---------- |
| 1                     | 33       | Max Verstappen     | Red Bull-Honda        | 1:15,949 | 1:16,136 | 1:14,758 | 4[1]     | 16         |
| 2                     | 16       | Charles Leclerc    | Ferrari               | 1:16,364 | 1:16,219 | 1:15,024 | 1        | 18         |
| 3                     | 5        | Sebastian Vettel   | Ferrari               | 1:16,696 | 1:15,914 | 1:15,170 | 2        | 18         |
| 4                     | 44       | Lewis Hamilton     | Mercedes              | 1:16,424 | 1:15,721 | 1:15,262 | 3        | 20         |
| 5                     | 23       | Alexander Albon    | Red Bull-Honda        | 1:16,175 | 1:16,574 | 1:15,336 | 5        | 18         |
| 6                     | 77       | Valtteri Bottas    | Mercedes              | 1:17,062 | 1:15,852 | 1:15,338 | 6        | 18         |
| 7                     | 55       | Carlos Sainz Jr.   | McLaren-Renault       | 1:17,044 | 1:16,267 | 1:16,014 | 7        | 19         |
| 8                     | 4        | Lando Norris       | McLaren-Renault       | 1:17,092 | 1:16,447 | 1:16,322 | 8        | 20         |
| 9                     | 26       | Danyiil Kvjat      | Toro Rosso-Honda      | 1:17,041 | 1:16,657 | 1:16,469 | 9        | 22         |
| 10                    | 10       | Pierre Gasly       | Toro Rosso-Honda      | 1:17,065 | 1:16,679 | 1:16,586 | 10       | 22         |
| 11                    | 11       | Sergio Pérez       | Racing Point-Mercedes | 1:17,465 | 1:16,687 |          | 11       | 14         |
| 12                    | 27       | Nico Hülkenberg    | Renault               | 1:17,608 | 1:16,885 |          | 12       | 14         |
| 13                    | 3        | Daniel Ricciardo   | Renault               | 1:17,270 | 1:16,933 |          | 13       | 14         |
| 14                    | 7        | Kimi Räikkönen     | Alfa Romeo-Ferrari    | 1:17,225 | 1:16,967 |          | 14       | 14         |
| 15                    | 99       | Antonio Giovinazzi | Alfa Romeo-Ferrari    | 1:17,794 | 1:17,269 |          | 15       | 14         |
| 16                    | 18       | Lance Stroll       | Racing Point-Mercedes | 1:18,065 |          |          | 16       | 8          |
| 17                    | 20       | Kevin Magnussen    | Haas-Ferrari          | 1:18,436 |          |          | 17       | 9          |
| 18                    | 8        | Romain Grosjean    | Haas-Ferrari          | 1:18,599 |          |          | 18       | 9          |
| 19                    | 63       | George Russell     | Williams-Mercedes     | 1:18,823 |          |          | 19       | 10         |
| 20                    | 88       | Robert Kubica      | Williams-Mercedes     | 1:20,179 |          |          | 20       | 9          |
| 107%-os idő: 1:21,265 |          |                    |                       |          |          |          |          |            |

Megjegyzés:
- ↑ 1:  — Eredetileg Max Verstappen nyerte az időmérő edzést 1:14,758-as idővel (ami egy ezredmásodperccel új pályacsúcsot is jelentett), de mivel a Q3-ban nem lassított a sárga zászlós szakaszon Valtteri Bottas baleseténél, ezért 3 rajthelyes büntetést kapott. A pole pozíció így Charles Leclercé lett.[4]

## Futam
A mexikói nagydíj futama október 27-én, vasárnap rajtolt, magyar idő szerint 20:10-kor.
| helyezés | rajtszám | versenyző          | csapat/motor          | futott kör | idő/kiesés oka | rajthely | abroncs | pont  |
| -------- | -------- | ------------------ | --------------------- | ---------- | -------------- | -------- | ------- | ----- |
| 1        | 44       | Lewis Hamilton     | Mercedes              | 71         | 1:36:48,904    | 3        |         | 25    |
| 2        | 5        | Sebastian Vettel   | Ferrari               | 71         | +1,766         | 2        |         | 18    |
| 3        | 77       | Valtteri Bottas    | Mercedes              | 71         | +3,553         | 6        |         | 15    |
| 4        | 16       | Charles Leclerc    | Ferrari               | 71         | +6,368         | 1        |         | 13[2] |
| 5        | 23       | Alexander Albon    | Red Bull-Honda        | 71         | +21,399        | 5        |         | 10    |
| 6        | 33       | Max Verstappen     | Red Bull-Honda        | 71         | +1:08,807      | 4        |         | 8     |
| 7        | 11       | Sergio Pérez       | Racing Point-Mercedes | 71         | +1:13,819      | 11       |         | 6     |
| 8        | 3        | Daniel Ricciardo   | Renault               | 71         | +1:14,924      | 13       |         | 4     |
| 9        | 10       | Pierre Gasly       | Toro Rosso-Honda      | 70         | +1 kör         | 10       |         | 2     |
| 10       | 27       | Nico Hülkenberg    | Renault               | 70         | +1 kör         | 12       |         | 1     |
| 11       | 26       | Danyiil Kvjat      | Toro Rosso-Honda      | 70         | +1 kör[3]      | 9        |         |       |
| 12       | 18       | Lance Stroll       | Racing Point-Mercedes | 70         | +1 kör         | 16       |         |       |
| 13       | 55       | Carlos Sainz Jr.   | McLaren-Renault       | 70         | +1 kör         | 7        |         |       |
| 14       | 99       | Antonio Giovinazzi | Alfa Romeo-Ferrari    | 70         | +1 kör         | 15       |         |       |
| 15       | 20       | Kevin Magnussen    | Haas-Ferrari          | 69         | +2 kör         | 17       |         |       |
| 16       | 63       | George Russell     | Williams-Mercedes     | 69         | +2 kör         | 19       |         |       |
| 17       | 8        | Romain Grosjean    | Haas-Ferrari          | 69         | +2 kör         | 18       |         |       |
| 18       | 88       | Robert Kubica      | Williams-Mercedes     | 69         | +2 kör         | 20       |         |       |
| ki       | 7        | Kimi Räikkönen     | Alfa Romeo-Ferrari    | 58         | túlmelegedés   | 14       |         |       |
| ki       | 4        | Lando Norris       | McLaren-Renault       | 48         | fékek          | 8        |         |       |

Megjegyzés:
- ↑ 2:  — Charles Leclerc a helyezéséért járó pontok mellett a versenyben futott leggyorsabb körért további 1 pontot szerzett.
- ↑ 3:  — Danyiil Kvjat a 9. helyen ért célba, ám utólag 10 másodperces időbüntetést kapott, amiért az utolsó kör végén kilökte Nico Hülkenberget a pályáról. Az orosz ezzel a 11. helyre csúszott vissza.[6]

## A világbajnokság állása a verseny után
| H   | Versenyzők       | Pont | H   | Konstruktőrök             | Pont |
| --- | ---------------- | ---- | --- | ------------------------- | ---- |
| 1.  | Lewis Hamilton   | 363  | 1.  | Mercedes                  | 652  |
| 2.  | Valtteri Bottas  | 289  | 2.  | Ferrari                   | 466  |
| 3.  | Charles Leclerc  | 236  | 3.  | Red Bull-Honda            | 341  |
| 4.  | Sebastian Vettel | 230  | 4.  | McLaren-Renault           | 111  |
| 5.  | Max Verstappen   | 220  | 5.  | Renault                   | 73   |
| 6.  | Pierre Gasly     | 77   | 6.  | Toro Rosso-Honda          | 64   |
| 7.  | Carlos Sainz Jr. | 76   | 7.  | Racing Point-BWT Mercedes | 64   |
| 8.  | Alexander Albon  | 74   | 8.  | Alfa Romeo-Ferrari        | 35   |
| 9.  | Sergio Pérez     | 43   | 9.  | Haas-Ferrari              | 28   |
| 10. | Daniel Ricciardo | 38   | 10. | Williams-Mercedes         | 1    |

(A teljes táblázat)

## Statisztikák
- Vezető helyen:
  - Charles Leclerc: 20 kör (1-14 és 38-43)
  - Sebastian Vettel: 23 kör (15-37)
  - Lewis Hamilton: 28 kör (44-71)
- Charles Leclerc 7. pole-pozíciója[4] és 3. versenyben futott leggyorsabb köre.
- Lewis Hamilton 83. futamgyőzelme.
- A Mercedes 100. futamgyőzelme.
- Lewis Hamilton 149., Sebastian Vettel 120., Valtteri Bottas 44. dobogós helyezése.